# Culey-le-Patry
Pour les articles homonymes, voir Culey et Patry.
Culey-le-Patry est une commune française, située dans le département du Calvados en région Normandie, peuplée de 379 habitants.

## Géographie

### Hydrographie
La commune est située dans le bassin Seine-Normandie. Elle est drainée par l'Orne, le ruisseau d'Herbion, le fossé 03 du Prieuré, le fossé 02 du Bois de la Motte, le ruisseau de la Vignonnière et divers autres petits cours d'eau,.
L'Orne, d'une longueur de 170 km, prend sa source dans la commune d'Aunou-sur-Orne et se jette  dans l'embouchure de l'Orne à Merville-Franceville-Plage, après avoir traversé 60 communes. Les caractéristiques hydrologiques de l'Orne sont données par la station hydrologique située sur la commune de Thury-Harcourt-le-Hom. Le débit moyen mensuel est de 21,2 m3/s. Le débit moyen journalier maximum est de 370 m3/s, atteint lors de la crue du 26 janvier 1995. Le débit instantané maximal est quant à lui de 423 m3/s, atteint le 6 janvier 2001.

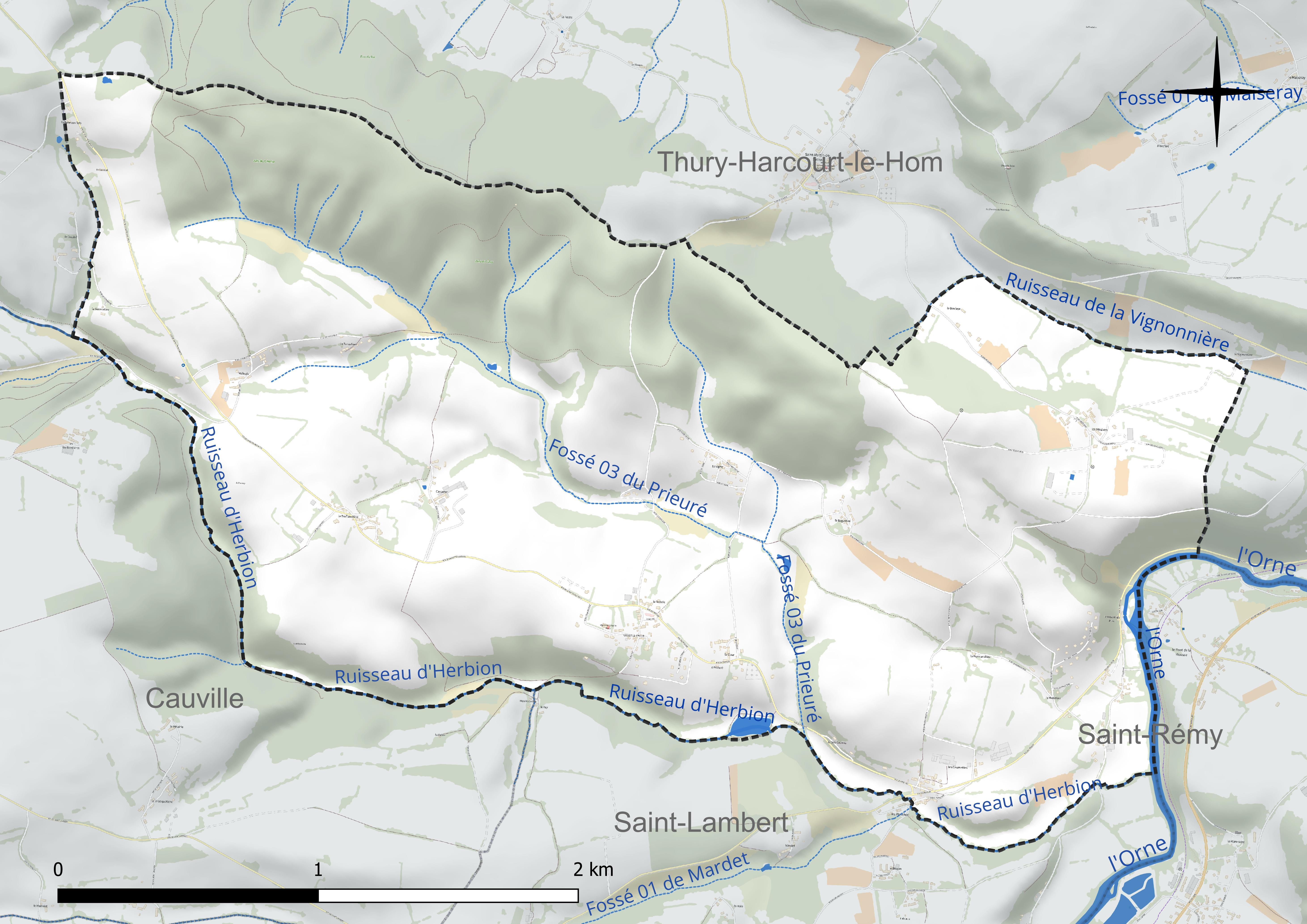
Réseau hydrographique de Culey-le-Patry.

### Climat
Pour des articles plus généraux, voir Climat de la Normandie et Climat du Calvados.
En 2010, le climat de la commune est de type climat océanique franc, selon une étude du CNRS s'appuyant sur une série de données couvrant la période 1971-2000. En 2020, Météo-France publie une typologie des climats de la France métropolitaine dans laquelle la commune est exposée à un climat océanique et est dans la région climatique  Normandie (Cotentin, Orne), caractérisée par une pluviométrie relativement élevée (850 mm/a) et un été frais (15,5 °C) et venté. Parallèlement le GIEC normand, un groupe régional d'experts sur le climat, différencie quant à lui, dans une étude de 2020, trois grands types de climats pour la région Normandie, nuancés à une échelle plus fine par les facteurs géographiques locaux. La commune est, selon ce zonage, exposée à un « climat contrasté des collines », correspondant au Bocage normand, bien arrosé, voire très arrosé sur les reliefs les plus exposés au flux d'ouest, et frais en raison de l'altitude.
Pour la période 1971-2000, la température annuelle moyenne est de 10,5 °C, avec  une amplitude thermique annuelle de 12,2 °C. Le cumul annuel moyen de précipitations est de 735 mm, avec 13,3 jours de précipitations en janvier et 7 jours en juillet. Pour la période 1991-2020, la température moyenne annuelle observée sur la station météorologique la plus proche, située sur la commune de Terres de Druance à 11 km à vol d'oiseau, est de 11,1 °C et le cumul annuel moyen de précipitations est de 908,6 mm,. Pour l'avenir, les paramètres climatiques de la commune estimés pour 2050 selon différents scénarios d'émission de gaz à effet de serre sont consultables sur un site dédié publié par Météo-France en novembre 2022.

## Urbanisme

### Typologie
Au 1er janvier 2024, Culey-le-Patry est catégorisée commune rurale à habitat dispersé, selon la nouvelle grille communale de densité à 7 niveaux définie par l'Insee en 2022.
Elle est située hors unité urbaine. Par ailleurs la commune fait partie de l'aire d'attraction de Caen, dont elle est une commune de la couronne,. Cette aire, qui regroupe 296 communes, est catégorisée dans les aires de 200 000 à moins de 700 000 habitants,.

### Occupation des sols
L'occupation des sols de la commune, telle qu'elle ressort de la base de données européenne d'occupation biophysique des sols Corine Land Cover (CLC), est marquée par l'importance des territoires agricoles (72 % en 2018), une proportion identique à celle de 1990 (72 %). La répartition détaillée en 2018 est la suivante : 
prairies (41,7 %), forêts (28 %), terres arables (26,9 %), zones agricoles hétérogènes (3,4 %). L'évolution de l'occupation des sols de la commune et de ses infrastructures peut être observée sur les différentes représentations cartographiques du territoire : la carte de Cassini (XVIIIe siècle), la carte d'état-major (1820-1866) et les cartes ou photos aériennes de l'IGN pour la période actuelle (1950 à aujourd'hui).

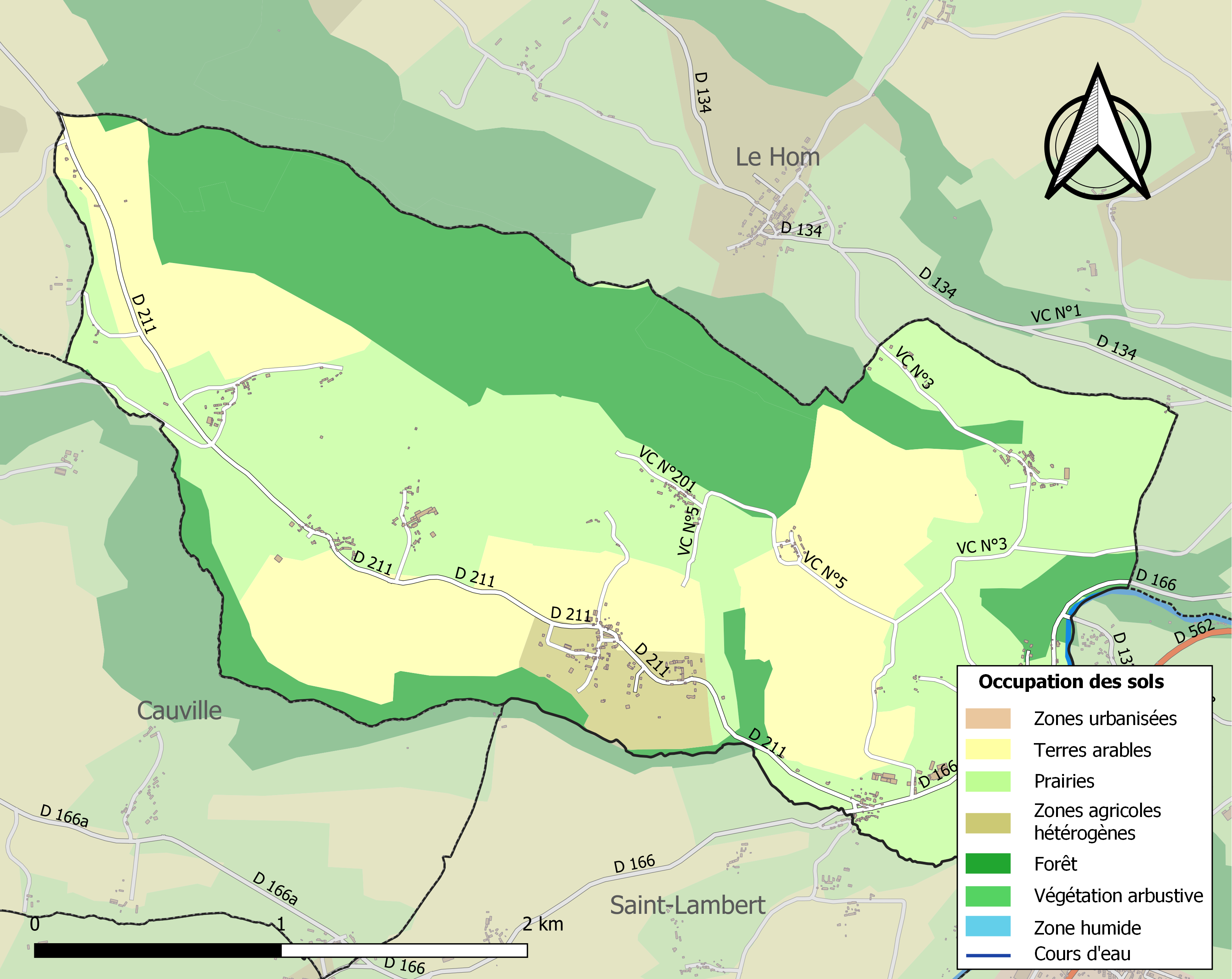
Carte des infrastructures et de l'occupation des sols de la commune en 2018 (CLC).

## Toponymie
Le nom de la localité est attesté sous les formes Culeyum au XIe siècle, Curlii en 1219, Cuilleium en 1277.
Patry est un patronyme : les Patry étaient compagnons d'armes de Guillaume le Conquérant.

## Politique et administration
| Période                                  | Période   | Identité               | Étiquette | Qualité                          |
| ---------------------------------------- | --------- | ---------------------- | --------- | -------------------------------- |
| 1990                                     | mars 2008 | Paul Aumont            | SE        | Retraité (agriculture)           |
| mars 2008                                | mars 2014 | Claude Dubois          | SE        | Ingénieur retraité               |
| mars 2014                                | En cours  | Marie-Christine Danlos | SE        | Éducatrice spécialisée retraitée |
| Les données manquantes sont à compléter. |           |                        |           |                                  |

## Démographie
L'évolution du nombre d'habitants est connue à travers les recensements de la population effectués dans la commune depuis 1793. Pour les communes de moins de 10 000 habitants, une enquête de recensement portant sur toute la population est réalisée tous les cinq ans, les populations de référence des années intermédiaires étant quant à elles estimées par interpolation ou extrapolation. Pour la commune, le premier recensement exhaustif entrant dans le cadre du nouveau dispositif a été réalisé en 2006.
En 2022, la commune comptait 379 habitants, en évolution de +7,06 % par rapport à 2016 (Calvados : +1,58 %, France hors Mayotte : +2,11 %).
| 1793 | 1800 | 1806 | 1821 | 1831 | 1836 | 1841 | 1846 | 1851 |
| ---- | ---- | ---- | ---- | ---- | ---- | ---- | ---- | ---- |
| 788  | 733  | 720  | 705  | 655  | 616  | 547  | 544  | 568  |

| 1856 | 1861 | 1866 | 1872 | 1876 | 1881 | 1886 | 1891 | 1896 |
| ---- | ---- | ---- | ---- | ---- | ---- | ---- | ---- | ---- |
| 558  | 512  | 507  | 470  | 422  | 426  | 426  | 415  | 424  |

| 1901 | 1906 | 1911 | 1921 | 1926 | 1931 | 1936 | 1946 | 1954 |
| ---- | ---- | ---- | ---- | ---- | ---- | ---- | ---- | ---- |
| 428  | 397  | 411  | 326  | 334  | 297  | 353  | 327  | 337  |

| 1962 | 1968 | 1975 | 1982 | 1990 | 1999 | 2006 | 2011 | 2016 |
| ---- | ---- | ---- | ---- | ---- | ---- | ---- | ---- | ---- |
| 343  | 313  | 293  | 314  | 300  | 319  | 335  | 345  | 354  |

| 2021 | 2022 | - | - | - | - | - | - | - |
| ---- | ---- | - | - | - | - | - | - | - |
| 373  | 379  | - | - | - | - | - | - | - |

## Lieux et monuments

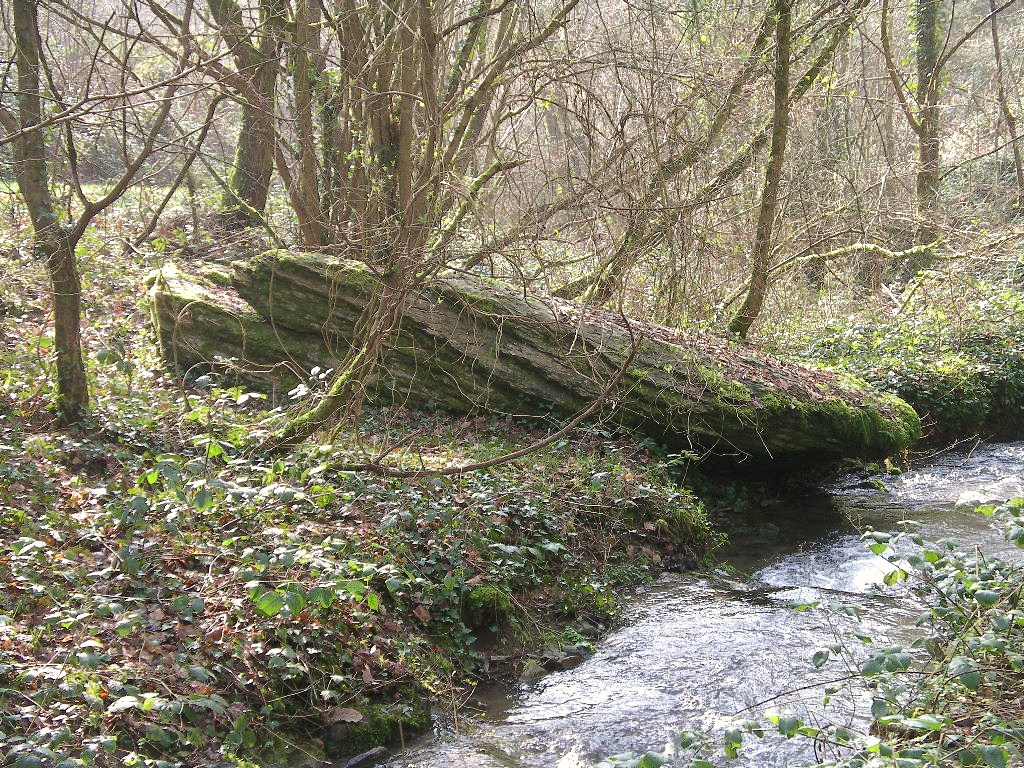
Le menhir renversé.

- L'église de la Nativité-de-Notre-Dame[29].
- Menhir de la Belle Roche, classé aux Monuments historiques[30].

## Personnalités liées à la commune
- Patry, chevalier de Guillaume le Conquérant, est enterré dans l'église de la commune.

## Héraldique
| Blason de Culey-le-Patry | Les armes de la commune de Culey-le-Patry se blasonnent ainsi : De gueules à 42 besants d'or rangés en 7 tires de 6 et à trois quintefeuilles d'argent brochant sur le tout. |